# 南極氷床

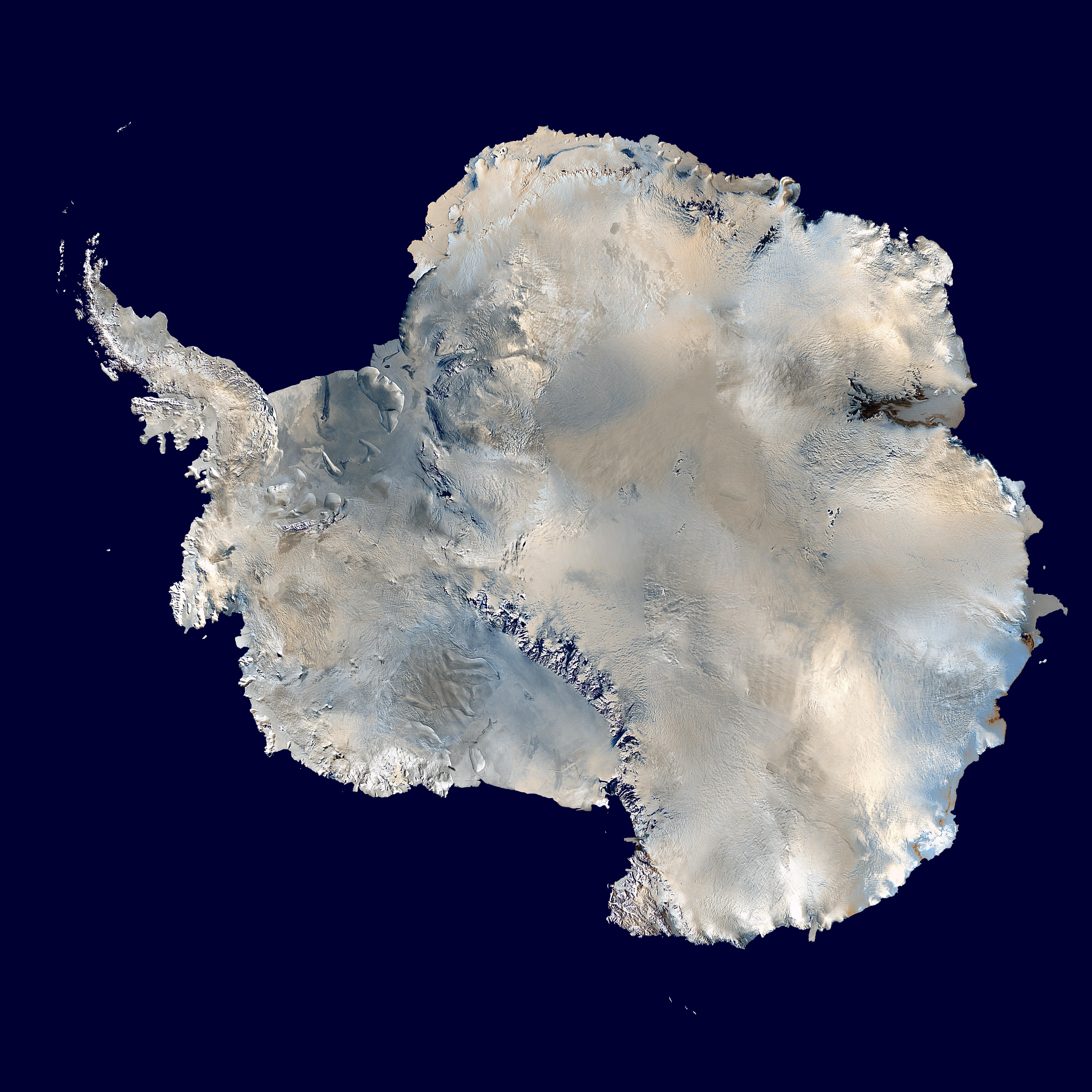
衛星写真から作った南極の合成写真

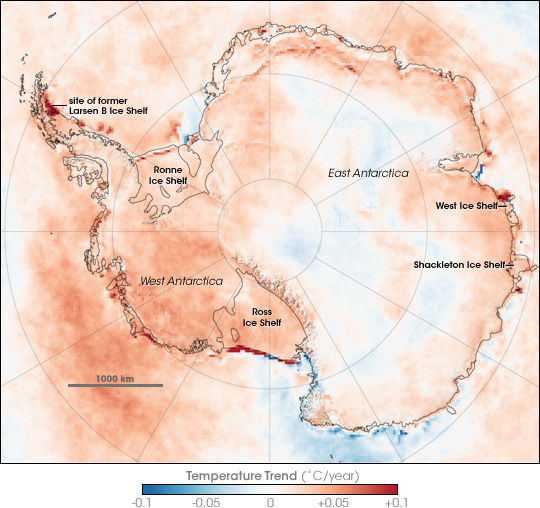
1981年から2007年にかけての南極表面（氷雪面・地表面・海面）における温度の傾向。赤いほど熱く、青いほど寒くなってきている。衛星データにより作成。表面の温度の傾向と気温の傾向は常に連動するわけではない。

南極氷床（なんきょくひょうしょう、英語: Antarctic ice sheet） は、地球上に2つあるpolar ice packsの内の一つ。南極大陸の98%を覆う氷床で、地球で一番大きい一個の氷の塊である。面積はおよそ1400万km2、体積は3000万km3、地球上にある淡水の内およそ61%を占める。東南極では氷床は大きな陸塊に乗っているが、西南極では乗っている岩盤は海面下2500mよりも深い所にある。

## 温暖化の影響
ここ50年の間、西南極氷床は10年ごとにおよそ0.1度以上温暖化していて、冬と春が特に最も強い。東南極には秋に寒冷化する傾向も見られるが、大陸全体では温暖化が進んでいる
。
2002年にNASAが1979年から1999年までの衛星データを分析し、南極において氷が増えている地域の方が、氷が減っている地域よりも多く、およそ2:1の割合であると報告した。懐疑論の中には、この傾向がそのまま続くと、地球温暖化によりむしろ南極の氷床が育つとの主張もあった。しかし最近の観測では、南極の氷の総量は減少し始めている。2008年の報告では、海岸沿いでの氷の速度と厚さを測って氷床から出ていく氷の量を調べ、大陸全体に積もった雪の量と比べたところ、東南極氷床はバランスが取れているが西南極氷床はバランスが取れておらず、氷が減っていることがわかった。原因はパイン島氷河などの氷流が加速したことによる。さらに2009年には、安定していると見られていた東南極氷床でも氷量の減少が確認され、懸念が一層高まっている。
IPCC第4次評価報告書では海面上昇量の予測値として、こうした氷床や氷河の融解速度の変化を除外した値（最大59cm）しか記載していない。しかし最新の（氷床等の融解速度の変化を考慮した）報告では、今世紀中の海面上昇量が1～2mを超える可能性が複数のグループによって指摘されている。